# Richard Wilson (Schots acteur)
Ian Colquhoun Wilson (Greenock, 7 juli 1936) is een Brits acteur en regisseur die onder meer Victor Meldrew speelde in de sitcom One Foot in the Grave. Verder trad hij op als dr. Gordon Thorpe in Only When I Laugh, als Jeremy Parsons in Crown Court, en als Gaius in Merlin. Hij is te zien in onder meer de films Passage to India, A Dry White Season en The Man Who Knew Too Little. Ook speelt hij in toneelstukken en reclamefilms. 
Van 1996 tot 1999 was Wilson rector van de Universiteit van Glasgow. Wilson is nooit getrouwd; hij is homoseksueel en een actief lid van de Britse homo-organisatie Stonewall.

## Filmografie
- Romeo and Juliet (televisiefilm, 1965) - Capulet
- Dr. Finlay's Casebook (televisieserie) - Mason (afl. The Phantom Piper of Tannochbrae, 1965)
- The Revenue Men (televisieserie) - Rol onbekend (afl. Borderline, 1967)
- The Flight of the Heron (miniserie, 1968) - Sir Everard Faulkner
- The First Lady (televisieserie) - Bewaker waterwerken (afl. A Cross for Sarah, 1969)
- Junket 89 (1970) - Mr. Potter
- ITV Playhouse (televisieserie) - Det. Sgt. Sand (afl. The Day They Buried Cleaver, 1970)
- My Good Woman (televisieserie) - Eerwaarde Martin Hooper (afl. onbekend, 1972-1974)
- Play for Today (televisieserie) - De griffier (afl. Through the Night, 1975)
- Not on Your Nellie (televisieserie) - Joshua McGrimble (afl. Do Unto Others, 1975)
- Cilla's World of Comedy (televisieserie) - Edwin Dawkins (afl. Desirable Property, 1976)
- Play for Today (televisieserie) - Consultant (afl. Bet Your Life, 1976)
- Victorian Scandals (televisieserie) - Albert Foster (afl. The Portland Millions, 1976)
- Yanks Go Home (televisieserie) - Eerwaarde Desmond Brierley (afl. Alarm and Despondency, 1977|The First of the G.I. Brides, 1977)
- Pickersgill People (televisieserie) - Rol onbekend (afl. The Sheik of Pickersgill, 1978)
- The CBS Festival of Lively Arts for Young People (televisieserie) - Tv-regisseur (afl. The Secret of Charles Dickens, 1978)
- Crown Court (televisieserie) - Jeremy Parsons QC (31 afl., 1973-1978)
- The Sweeney (televisieserie) - D.C.I. Anderson (afl. The Bigger They Are, 1978)
- Some Mothers Do 'Ave 'Em (televisieserie) - Mr. Harris (afl. Wendy House, 1978)
- In Loving Memory (televisieserie) - Percy Openshaw (afl. The Rivals, 1979)
- BBC2 Playhouse (televisieserie) - Tom McCann (afl. Shaping Up, 1980)
- Play for Today (televisieserie) - Abercrombie (afl. Pasmore, 1980)
- Strangers (televisieserie) - Steven Wardrope (afl. No Orchids for Missing Blandish, 1980)
- BBC2 Playhouse (televisieserie) - Rol onbekend (afl. Virginia Fly Is Drowning, 1981)
- A Sharp Intake of Breath (televisieserie) - Henshaw (afl. onbekend, 1977-1981)
- In Loving Memory (televisieserie) - Eerwaarde Chadwick (afl. The Last Post, 1982)
- Only When I Laugh (televisieserie) - Dr. Gordon Thorpe (29 afl., 1979-1982)
- Andy Robson (televisieserie) - Mr. Ridley (afl. onbekend, 1983)
- The Nation's Health (televisieserie) - Staatssecretaris (afl. Collapse, 1983)
- A Passage to India (1984) - Turton
- The Last Place on Earth (miniserie, 1985) - Scott Keltie
- The Adventures of Sherlock Holmes (televisieserie) - Duncan Ross (afl. The Red-Headed League, 1985)
- Murder by the Book (televisiefilm, 1986) - Sir Max Mallowan, de echtgenoot van Agatha Christie
- Whoops Apocalypse (1986) - Nigel Lipman (minister van Buitenlandse Zaken)
- The Alamut Ambush (televisiefilm, 1986) - Sir John Ryle
- Howards' Way (televisieserie) - Burggraaf Cunningham (afl. 2.3, 1986)
- Foreign Body (1986) - Kolonel Partridge
- Emmerdale Farm (televisieserie) - Mr. Hall (afl. onbekend, 1986)
- High and Dry (televisieserie) - Richard Talbot (afl. onbekend, 1987)
- Tutti Frutti (televisieserie) - Eddie Clockerty (6 afl., 1987)
- Prick Up Your Ears (1987) - Psychiater (niet op aftiteling)
- Normal Service (televisiefilm, 1988) - Rol onbekend
- The Four Minute Mile (televisiefilm, 1988) - Harold Abrahams
- Room at the Bottom (televisieserie) - Kapelaan (afl. onbekend, 1986-1988)
- Hot Metal (televisieserie) - Dicky Lipton (6 afl., 1988)
- Thompson (televisieserie) - Rol onbekend (afl. 1.4, 1988)
- Fellow Traveller (televisiefilm, 1989) - Sir Hugo Armstrong
- How to Get Ahead in Advertising (1989) - John Bristol, Bagley's chef
- A Dry White Season (1989) - Cloete
- The Kremlin, Farewell (televisiefilm, 1990) - Lebedev
- Unnatural Pursuits (1991) - Hector Duff
- The Trouble with Mr. Bean (video, 1991) - Tandarts
- Cluedo (televisieserie) - Eerwaarde Green (6 afl., 1990)
- Selling Hitler (miniserie, 1991) - Henri Nannen
- Mr. Bean (televisieserie) - Tandarts (afl. The Trouble with Mr. Bean, 1992)
- The Other Side of Paradise (televisiefilm, 1992) - Doc Reid
- Inspector Morse (televisieserie) - Brian Thornton (afl. Absolute Conviction, 1992)
- Carry on Columbus (1992) - Don Juan Felipe
- The World of Peter Rabbit and Friends (televisieserie) - Mr. McGregor (afl. The Tale of Peter Rabbit and Benjamin Bunny, 1992, stem; The Tale of Mrs. Tiggy-Winkle and Mr. Jeremy Fisher, 1993, stem)
- Under the Hammer (televisieserie) - Ben Glazier (afl. onbekend, 1993)
- Soft Top Hard Shoulder (1993) - Oom Salvatore
- Comic Relief: The Invasion of the Comic Tomatoes (televisiefilm, 1993) - Victor Meldrew
- The Vision Thing (televisiefilm, 1993) - James Forth
- Butter (televisiefilm, 1994) - Steven Williams
- Gulliver's Travels (televisiefilm, 1996) - Professor der Talen
- Lord of Misrule (televisiefilm, 1996) - Bill Webster
- The Man Who Knew Too Little (1997) - Sir Roger Daggenhurst
- In the Red (televisiefilm, 1998) - Lord Tone
- Duck Patrol (televisieserie) - PC Roland 'Prof' Rose (7 afl. 1998)
- Ted & Ralph (televisiefilm, 1998) - Grondbezitter op feestje
- Other Animals (televisieserie) - Alex Cameron (afl. onbekend, 1999)
- Brave New World (televisieserie) - Rol onbekend (1999)
- Life Support (televisieserie) - John Doone (afl. onbekend, 1999)
- Women Talking Dirty (1999) - Ronald
- The Nearly Complete and Utter History of Everything (televisiefilm, 1999) - Monty DeLauncy
- One Foot in the Grave (televisieserie) - Victor Meldrew (42 afl., 1990-1995, 1996, 1997, 2000)
- Work in Progress (2000) - Industry
- Comic Relief: Say Pants to Poverty (televisiefilm, 2001) - Victor Meldrew
- High Stakes (televisieserie) - Bruce Morton (12 afl., 2001)
- Life As We Know It (televisieserie) - Alex Cameron (7 afl., 2001)
- Dick Whittington (televisiefilm, 2002) - De Dame
- Jeffrey Archer: The Truth (televisiefilm, 2002) - Hertog van Edinburgh
- The All Star Comedy Show (televisiefilm, 2004) - verschillende rollen
- King of Fridges (televisiefilm, 2004) - Frank
- Doctor Who (televisieserie) - Dr. Constantine (afl. The Empty Child, 2005; The Doctor Dances, 2005)
- Born and Bred (televisieserie) - Dr. Donald Newman (8 afl., 2004-2005)
- The True Voice of Prostitution (televisiefilm, 2006) - Rol onbekend
- A Harlot's Progress (televisiefilm, 2006) -
- Reichenbach Falls (televisiefilm, 2007) - Arthur Conan Doyle
- The Last Van Helsing (televisieserie) - Richard Wilson (afl. 1.2, 2008)
- Kingdom (televisieserie) - Professor Barkway (afl. 1.4, 2007; afl. 2.5, 2008)
- Merlin (televisieserie) - Gaius, de hofarts (alle afleveringen, 2008)
- Around the World in 80 Days (televisieserie) - Grayson (2 afl., 2021)

- Bibsys: 13005928
- Biblioteca Nacional de España: XX1798005
- Gemeinsame Normdatei: 139959637
- International Standard Name Identifier: 0000 0001 1476 3541
- Library of Congress Control Number: no96009635
- MusicBrainz: 8bb5b1da-38cc-4c4a-b5b9-d059e8cf2e58
- Bibliotheek van het Japanse parlement: 00461142
- Nationale Bibliotheek van Tsjechië: pna2005274610
- Nationale Bibliotheek van Israël: 987007436806205171
- Nederlandse Thesaurus van Auteursnamen: 314169997
- Système universitaire de documentation: 13704979X
- Virtual International Authority File: 85084229